# Parafia Świętej Trójcy (św. Rocha) w Mińsku
Parafia Świętej Trójcy (św. Rocha) w Mińsku – rzymskokatolicka parafia znajdująca się w archidiecezja mińsko-mohylewskiej, w dekanacie Mińsk-Zachód, na Białorusi.

## Historia
Pierwszy drewniany kościół na Złotej Górce wzniósł król Władysław Jagiełło w końcu XIV w. Spłonął on wkrótce w 1409. Jest to najstarsza parafia katolicka w mieście, o której zachowały się pisemne dokumenty. Pierwotnie kościół znajdował się na Górze Troickiej, w przybliżeniu w miejscu, gdzie obecnie znajdują się budynki 2 szpitala klinicznego.
Po zamknięciu kościoła dominikanów w ramach represji po powstaniu listopadowym w 1832, przeniesiono nabożeństwa do istniejącej w tym miejscu, na terenie cmentarza na Złotej Górce na przedmieściach Mińska, drewnianej kaplicy Wszystkich Świętych.
Mimo szczupłości miejsca i złego stanu technicznego dopiero w 1861 uzyskano zgodę na budowę nowej świątyni. Murowany budynek w stylu neogotyckim wzniesiono w latach 1861-64 wg projektu arch. M. Siwickiego. Ofiary na jego budowę zbierali nie tylko mińscy katolicy, ale także prawosławni i żydzi, w podziękowaniu św. Rochowi, który miał uratować miasto od epidemii cholery. W prawym bocznym ołtarzu znajdowała się uważana za cudowną figura św. Rocha, opiekuna miasta Mińska. Od października 1871 przy parafii istniała szkoła organistów. Parafia posiadała wielkie posiadłości w Mińsku i na przedmieściach. Parafia liczyła około 4100 osób.
Na pocz. XX w. liczba parafian dochodziła do 9000, w związku z czym planowano rozbudowę świątyni. Jednak komitet kościelny odrzucił zarówno pierwszy projekt warszawskiego architekta Józefa Dziekońskiego jak i następny Szabunewicza.
W latach 30. XX w. rozpoczęły się prześladowania wierzących ze strony władzy sowieckiej. W 1922 roku wszystkie kosztowności i naczynia liturgiczne w kościele zostały zarekwirowane. Po 1930 r. zaginął posąg św. Rocha. Z powodu aresztowań i zsyłek księży nabożeństwa odbywały się nieregularnie, zostały one na pewien czas wznowione w 1942 r. Budynek kościoła został znacznie uszkodzony podczas bitwy o Mińsk w czerwcu 1944 r. Wiernym udało się zebrać środki i samemu odbudować zniszczony dach świątyni. Jednak po zakończeniu wojny w kościele nie odprawiano już nabożeństw, a zachowane wyposażenie wnętrza zostało zrabowane i zniszczone. Świątynia była wykorzystywana jako magazyn książek Państwowej Biblioteki Białorusi, a cmentarz na Złotej Górze- największa nekropolia katolicka w Mińsku, został zniszczony.
W latach 1983–1984 kościół został odrestaurowany i częściowo odremontowany z przeznaczeniem na salę koncertową Białoruskiej Filharmonii Państwowej. W 1983 roku budynek uznano za zabytek.
W 1991 roku reaktywowano parafię i po uzgodnieniu z filharmonią w kościele rozpoczęto odprawiać nabożeństwa. Ze środków wiernych budynkowi przywrócono charakter religijny. Wierni na czele z proboszczem ks. Michałem Sapełem domagali się od władz zwrotu świątyni. W każdą środę młodzież parafii adorowała Najświętszy Sakrament oraz odprawiała nabożeństwa do św. Rocha w intencji zwrotu świątyni. Stało się to 5 lipca 2006 r.
Budynek kościoła znajduje się w bardzo złym stanie technicznym i wymaga remontu.

## Proboszczowie parafii
| imię i nazwisko           | daty urzędowania |
| ------------------------- | ---------------- |
| ks. F. Garbaczewski       |                  |
| ks. Ferdynand Sęczykowski |                  |
| ks. Szymon Makarewicz     |                  |
| ks. Michalkiewicz         |                  |
| ks. Michał Sapeł          |                  |
| ks. Jurij Sańko           | 2014 -           |